# Dangriga (distriktshuvudort)
Dangriga (engelska: Stann Creek Town, Stann Creek, Stanncrek, Dangriga Town, Dangriga, Stann Creek Village) är en distriktshuvudort i  Belize.   Den ligger i constituencyn Dangriga och distriktet Stann Creek, i den sydöstra delen av landet, 60 km sydost om huvudstaden Belmopan. Dangriga ligger 3 meter över havet och antalet invånare är 10 750.
Terrängen runt Dangriga är mycket platt. Havet är nära Dangriga österut. Trakten är glest befolkad. Det finns inga andra samhällen i närheten. 